# 第一利曼 (波爾塔瓦州)
49°27′27″N 34°7′47″E / 49.45750°N 34.12972°E
第一利曼（羅馬化：Lyman Pershyi）是烏克蘭中部的村莊，隸屬波爾塔瓦州的波爾塔瓦區。該村距離布濟尼夫希納和達維迪夫卡1公里，海拔高度106米，2001年人口341。